# 東北数学雑誌
『東北数学雑誌』（とうほくすうがくざっし、Tohoku Mathematical Journal, TMJ）は1911年に創刊された数学専門誌。日本最初の欧文数学専門の科学学術雑誌である。

## 概要
東北数学雑誌は東北帝国大学理科大学開学に先立つ1911年7月、数学科初代教授の一人であった林鶴一が藤原松三郎、窪田忠彦、小倉金之助、石原純ら理科大学初代教官の協力を得て編集し、私費によって出版が始まった。発刊当時から林個人の経済的負担が相当なものとなったため、当時の総長である澤柳政太郎の好意により、大学・学会等への寄贈分は東北大学が買い上げて配布、という形になった。9巻からは東北大学の刊行物として発行された。
第二次世界大戦が始まり東北数学雑誌の発行も困難となり、1943年に発行の49巻をもって第1輯は休刊となった。1949年に東北数学雑誌は再刊され、第2輯として第1巻を発行する。
アレクサンドル・グロタンディークの Sur quelques points d'algèbre homologiqueは、「東北論文」あるいは単に「東北」と呼ばれる。
1972年発行の24巻からは、丸善株式会社を通じて全世界を対象に市販されている。
2010年現在、東北大学大学院理学研究科数学専攻が毎年1巻（4号、約600ページ）発行し、論文の使用言語は英語、フランス語、ドイツ語のいずれかに限られている。